# Бразильская выдра
Бразильская выдра, или гигантская выдра (лат. Pteronura brasiliensis) — вид млекопитающих семейства куньих, обитающий в тропических лесах бассейна Амазонки. К речной системе, в которой встречается гигантская выдра, относится также река Ориноко. Имея длину тела до двух метров (из которой около 70 см составляет хвост) и вес свыше 20 кг, гигантская выдра с большим отрывом является самым крупным представителем подсемейства выдровых, обитающим в пресной воде. Живущий в открытом море калан хоть и не достигает размеров гигантской выдры, всё же превосходит её по весу.
В отличие от своей далёкой родственницы, европейской выдры, гигантская выдра активна в дневное время и не очень боязлива. Вдоль берегов южноамериканских рек её можно встретить в группах от пяти до восьми особей, изредка даже до двадцати. В воде она охотится за рыбой, змеями (включая анаконд) и водными птицами, на суше не брезгует грызунами и птичьими яйцами. Охота организована в группах, то есть участники одной такой охотничьей группы сгоняют рыбу навстречу друг другу.
Гигантская выдра рождает на свет от одного до пяти детёнышей. Большое количество естественных врагов молодняка гигантской выдры (например, кайманы или ягуары) делает необходимыми двое родов в год. По истечении десяти месяцев молодые гигантские выдры достигают размеров взрослых животных, а в возрасте двух лет становятся половозрелыми. Средняя продолжительность жизни составляет около десяти лет.
В том же ареале, что и гигантская выдра, живут также более мелкие американские выдры, которые по своему размеру и поведению более напоминают европейскую выдру.
Вне Южной Америки живут лишь немногие гигантские выдры в различных зоопарках. Их разведение в неволе складывается очень трудно.

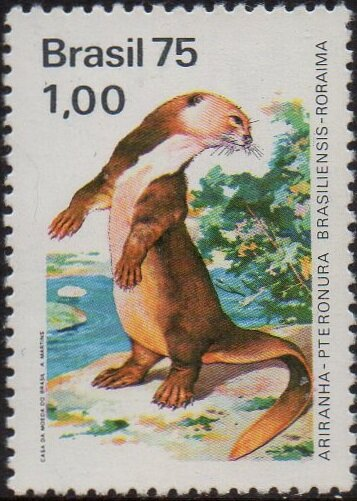
Почтовая марка Бразилии, 1975